# Kan Guixiang
Dans ce nom, le nom de famille, Kan, précède le nom personnel.
Kan Guixiang (chinois simplifié : 阚桂香 ; chinois traditionnel : 闞桂香 ; pinyin : kàn guìxiāng), né le 6 juillet 1940 à Qiyi, dans la province du Henan, est une maître de taiji quan chinoise. Elle est l'épouse de Men Huifeng.
Elle est de la 11e génération de maître du taiji quan (poing) de style Chen simplifié (陈式简化太极拳) et taiji jian (épée) de style Chen (陈式太极剑),.

## Œuvres

### Vidéographie
- 阚桂香: 陈式太极拳56式2(VCD), 70 minutes, 中国人民解放军音像出版社  (ISBN 7880514783)
- 《阚桂香陈式太极拳83式老架一路》